# George Paget Thomson
Sir George Paget Thomson (n. 3 mai 1892, Cambridge, Regatul Unit al Marii Britanii și Irlandei – d. 10 septembrie 1975) a fost un fizician englez, laureat al Premiului Nobel pentru Fizică, împreună cu americanul Clinton Joseph Davisson, pentru descoperirea proprietăților ondulatorii ale electronului, prin difracția electronilor.